# Вилла Пойана
Вилла Пойана (итал. Villa Pojana) — вилла (загородный дом), постройка, спроектированная в 1548 году выдающимся венецианским архитектором Андреа Палладио. Расположена в Пойана-Маджоре, городе в провинции Венето на севере Италии. В 1996 году вилла вместе с другими постройками Палладио включена в список Всемирного наследия ЮНЕСКО «Города Виченца и Палладиевых вилл Венето» (Città di Vicenza e Ville Palladiane del Veneto).

## История и архитектура
Вилла Пойана построена в 1548—1549 годах для Бонифачо Пойана, члена семьи, которая на протяжении веков владела местными землями и мела славное военное прошлое. Бонифачо Пойана запросил у Палладио виллу, которая бы своей архитектурой отражала строгость военной жизни. Темы, связанные с военным искусством, отражены в декоре интерьеров. Кроме того, на территории перед местом, где построена вилла, ранее уже существовал двор XV века, в котором доминировала средневековая башня, она была сохранена как семейный знак.

Вилла Пойана. Чертёж из трактата А. Палладио «Четыре книги об архитектуре». 1570

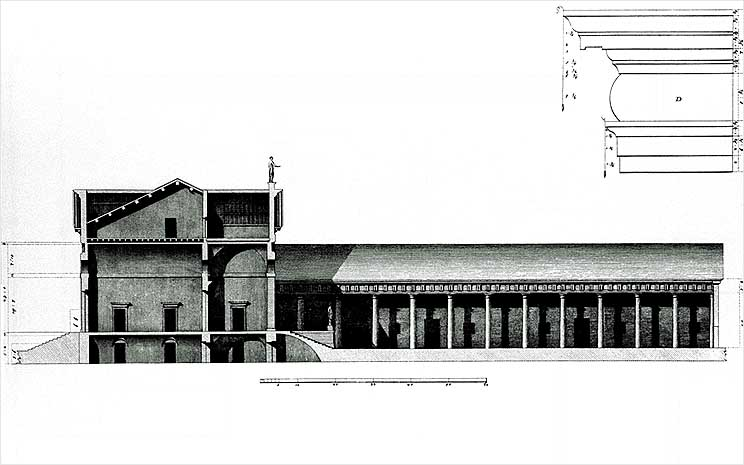
Сечение по продольной оси. Чертёж О. Бертотти-Скамоцци. 1778

Строительство завершилось 1555 году, включая декоративную отделку, выполненную живописцами Бернардино Индиа и Ансельмо Канерой, а также скульптором Бартоломео Ридольфи (декоративная лепнина и оформление каминов). В трактате самого Паллaдио «Четыре книги об архитектуре» (1570) и в сохранившихся в Лондоне рисунках Палладио с автографами вилла рассматривается как часть большого проекта реорганизации и упорядочения окружающей территории. Однако из этого проекта была построена только длинная крытая галерея на колоннах тосканского ордера: «баркесса» (итал. barchessa — «лодочка»), слева от главного здания.
Проект Палладио был вдохновлён древнеримскими термами, которые архитектор изучал во время поездки в Рим. Вилла, отдалённая от главной дороги, расположена внутри глубокого двора, ограниченного кирпичными стенами и окружённого садами и полями. Вилла стоит на невысоком фундаменте, предназначенном для служебных помещений (комнаты для прислуги, подвалы и склады для продуктов). На первом «благородном» этаже (piano nobile) находится большой зал с цилиндрическим сводом, аналогичным своду виллы Пизани в Баньоло. С каждой стороны центрального зала простираются боковые компартименты, каждый с собственным сводчатым перекрытием.
Вилла Пойана остаётся одним из самых оригинальных примеров палладианской архитектуры, хотя она так и не была завершена, а её последующие перестройки значительно отличаются от начального проекта. К тому, что было построено при Палладио, относится главная особенность фасада здания — серлиана с пятью круглыми окнами (окули), вдохновлёнными древнеримскими образцами, но создающими вместе с разорванным фронтоном вполне оригинальную, даже необычную композицию (в качестве возможного источника называют внешние стены Терм Диоклетиана в Риме.
Комплекс был завершён в XVII веке, когда потомки Бонифация адаптировали здание к своим вкусам и потребностям, достроив корпус справа от виллы. В этот период были также добавлены две статуи, расположенные по бокам главной входной лестницы, работы, приписываемые Джироламо Альбанезе (1658).
В оформлении интерьеров виллы лепные обрамления и цветочные узоры переплетаются вокруг рельефов типа «обманки», или «тромплёй» (фр. trompe-l'œil — «обманчивый глаз»), и заключают в себе монохромные изображения речных божеств, а люнеты занимают аллегорические сцены. Бюст Бонифачо Пойана (возможно, работы Ридольфи) помещён над главной входной дверью, а над ним — семейный герб и военные трофеи. В центральном Императорском зале на потолке — овальная композиция с изображением Олимпийских богов, восседающих на облаках, а орёл в центре возносит Юпитера. По сторонам находятся парные символические изображения четырёх времён года: Вакха и Цереры (Осень и Лето), Меркурия и Прозерпины (Зима и Весна). В центре пола выложена из камня звезда. Другие украшения в боковых комнатах включают гротески и помпейские сцены с живописными фонами и пейзажами, усеянными руинированными колоннами, среди них расположены монохромные идеализированные фигуры римских императоров в доспехах, из которых можно узнать императора Тита. Фигуры воинов «стоят на страже» в нишах, выполненных в стиле «тромплёй». Потолок атриума с аллегорией Фортуны приписывают Джованни Баттисте Дзелотти.
По стенам изображены фигуры, одетые в туники и римские тоги, они несут жертвенных быков и преклоняют колени перед алтарём, в то время как священник или глава семейства (pater familias) тушит военный факел у подножия статуи Мира, установленной над алтарем. Это явный намёк на мир, с трудом достигнутый в XVI веке после войны Камбрейской лиги, который позволил венецианцам наслаждаться спокойной жизнью.

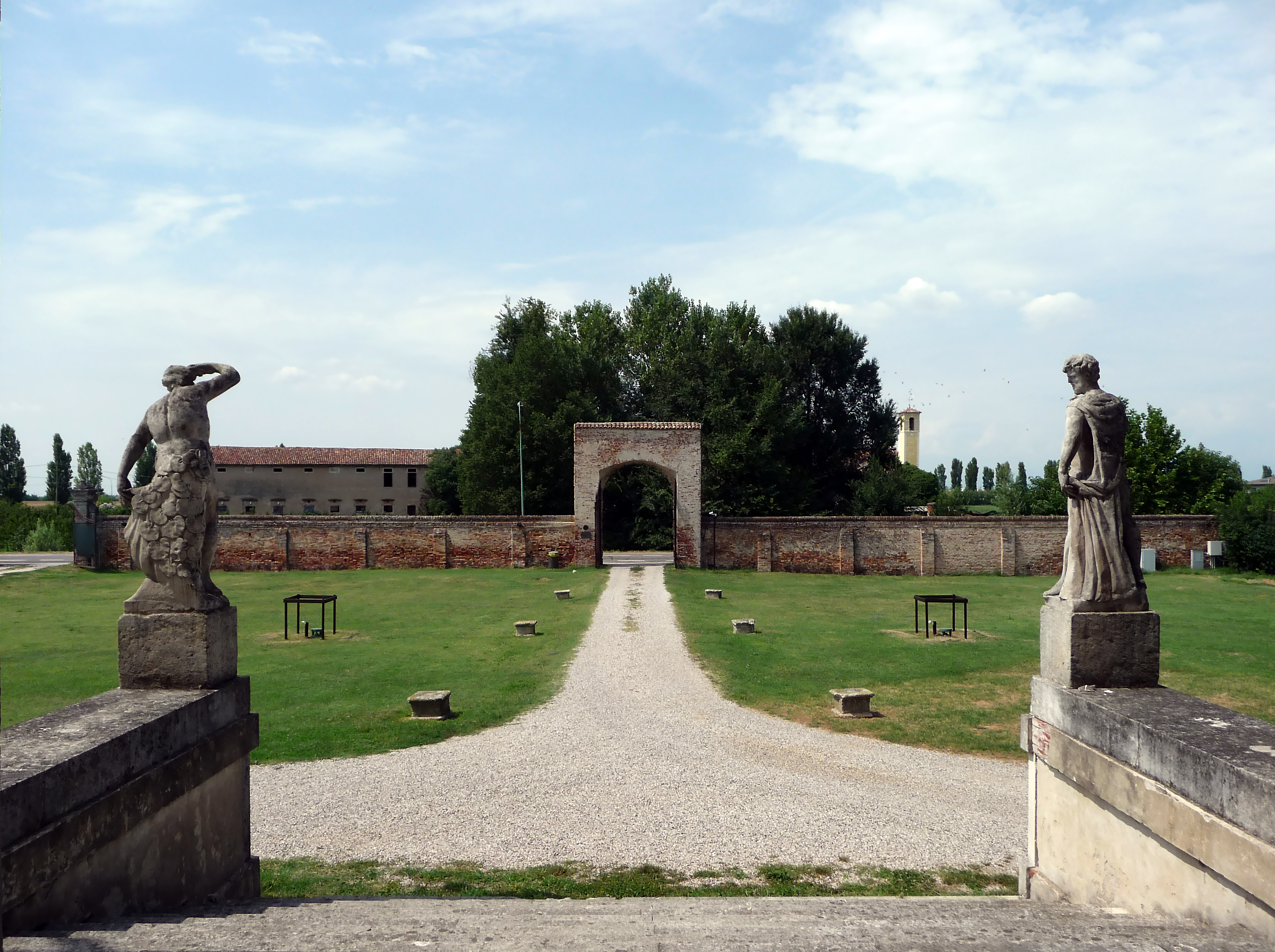
Вид со стороны парка
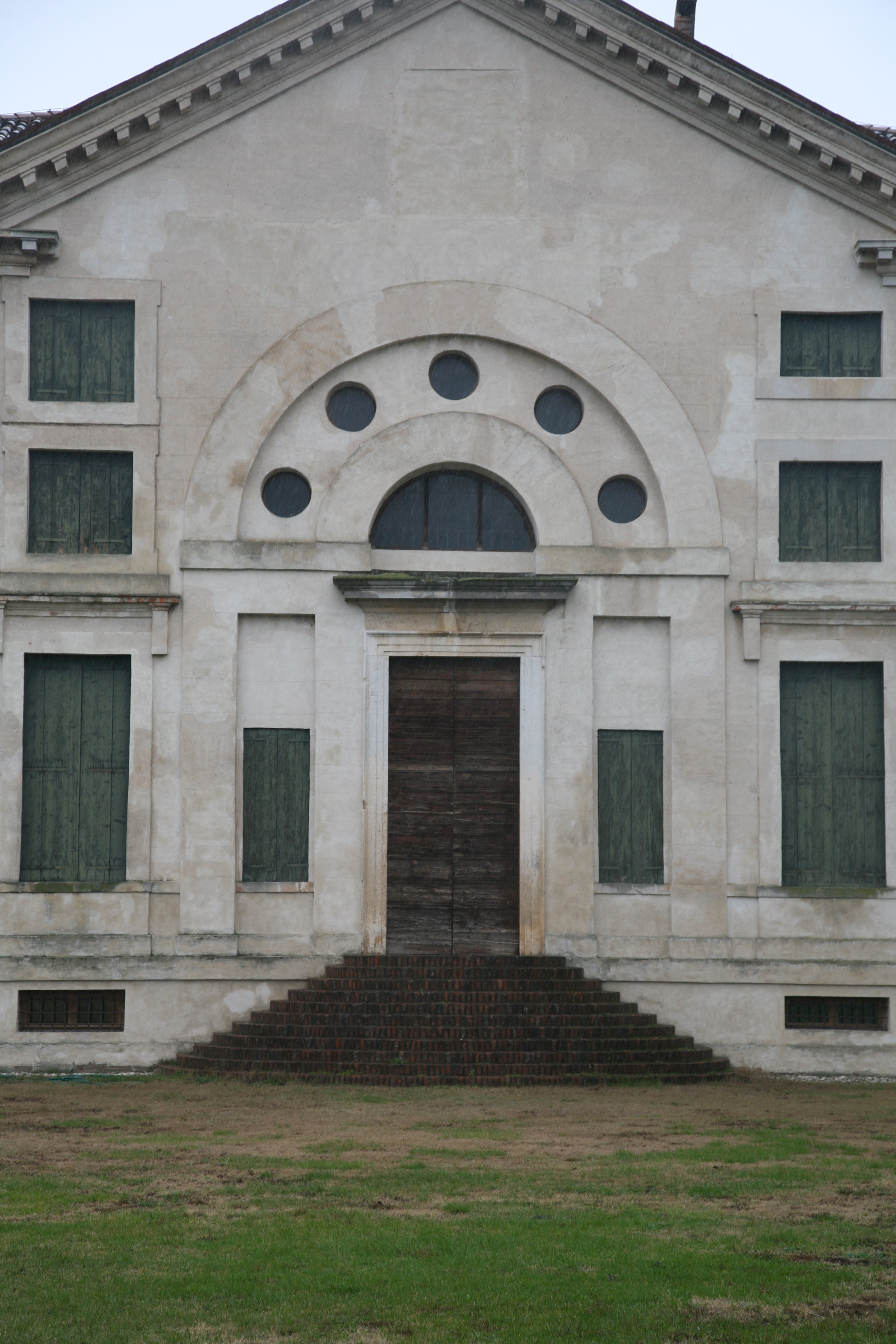
Центральная часть главного фасада
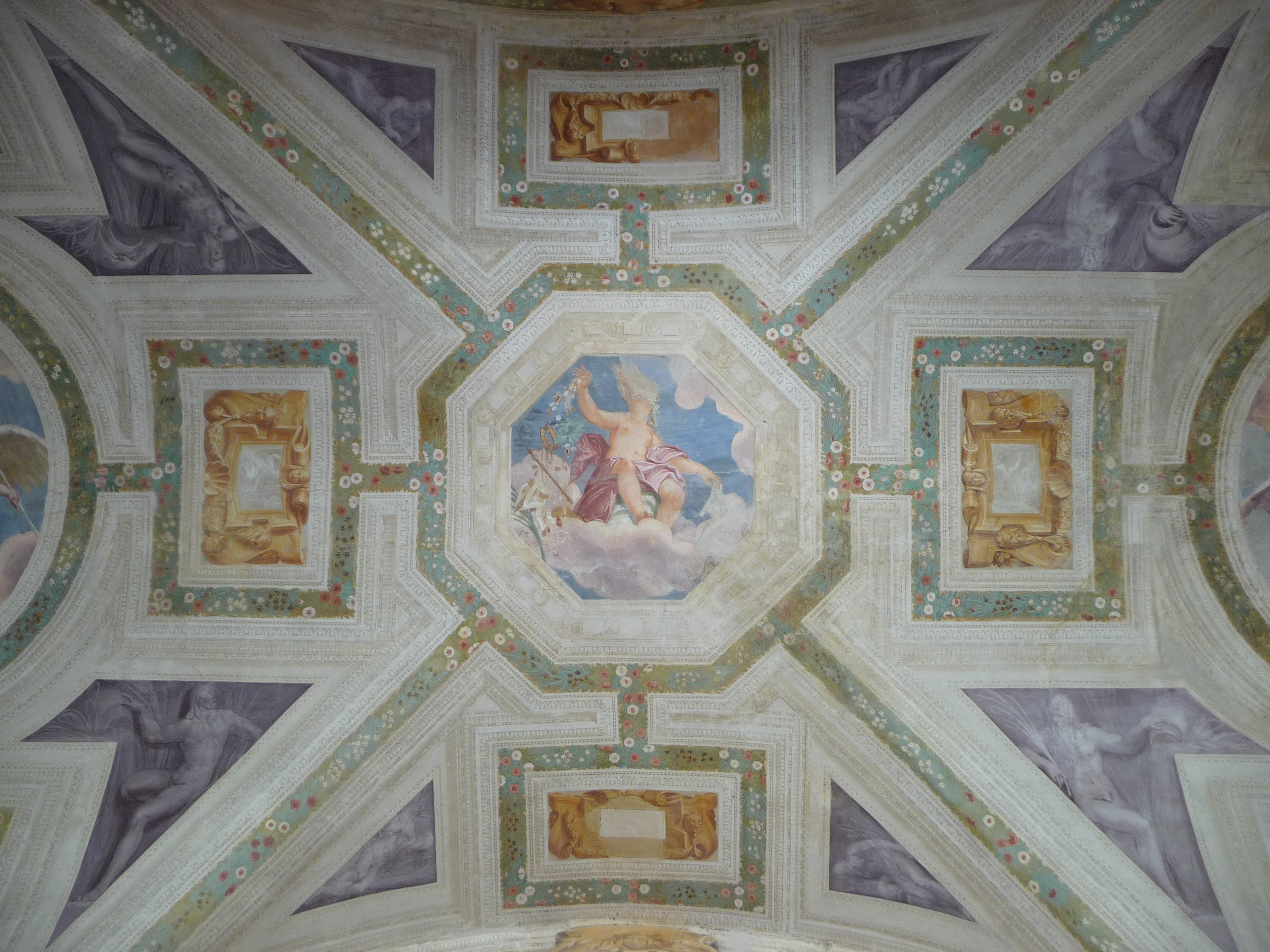
Аллегория Фортуны. Роспись входной лоджии
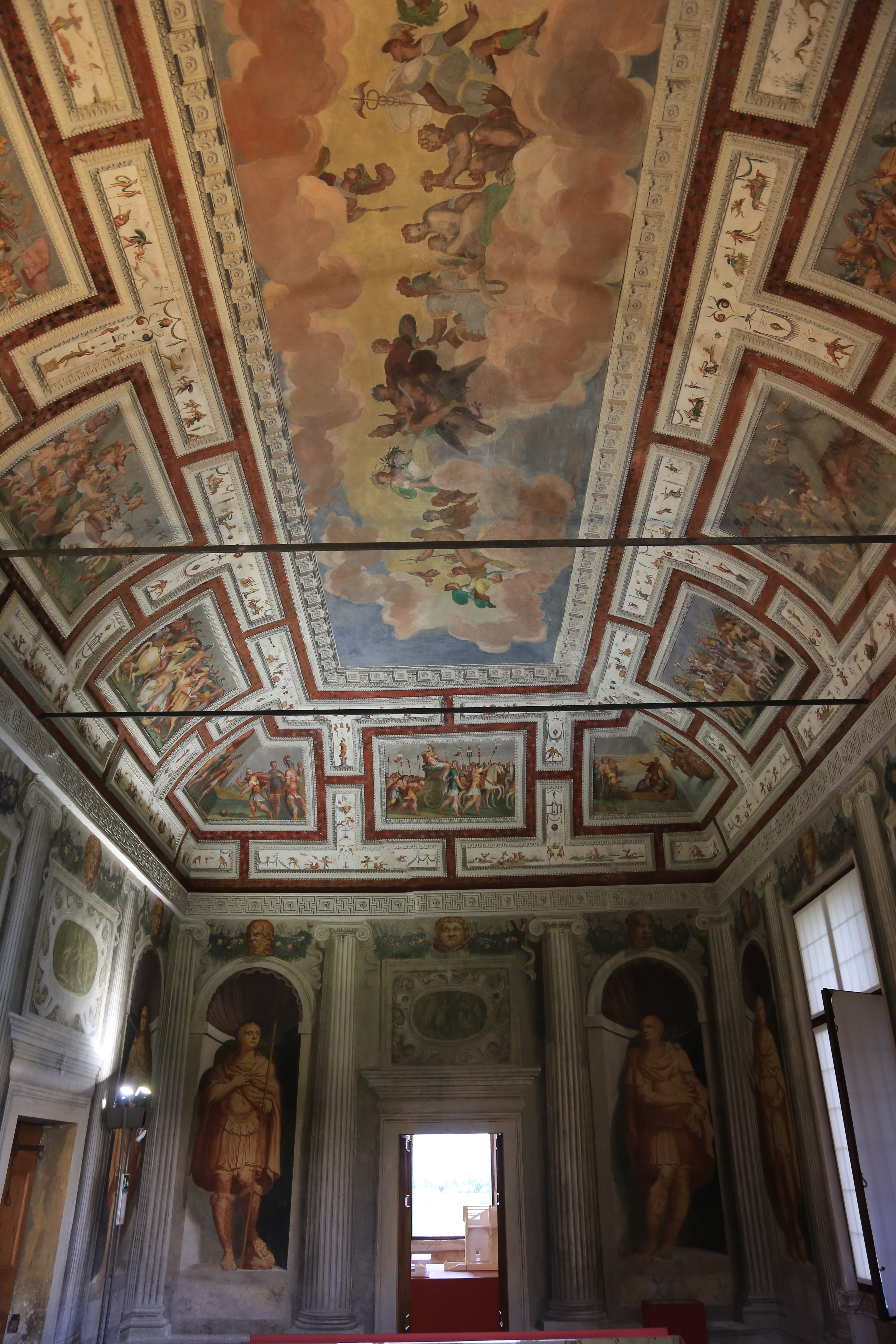
Императорский зал
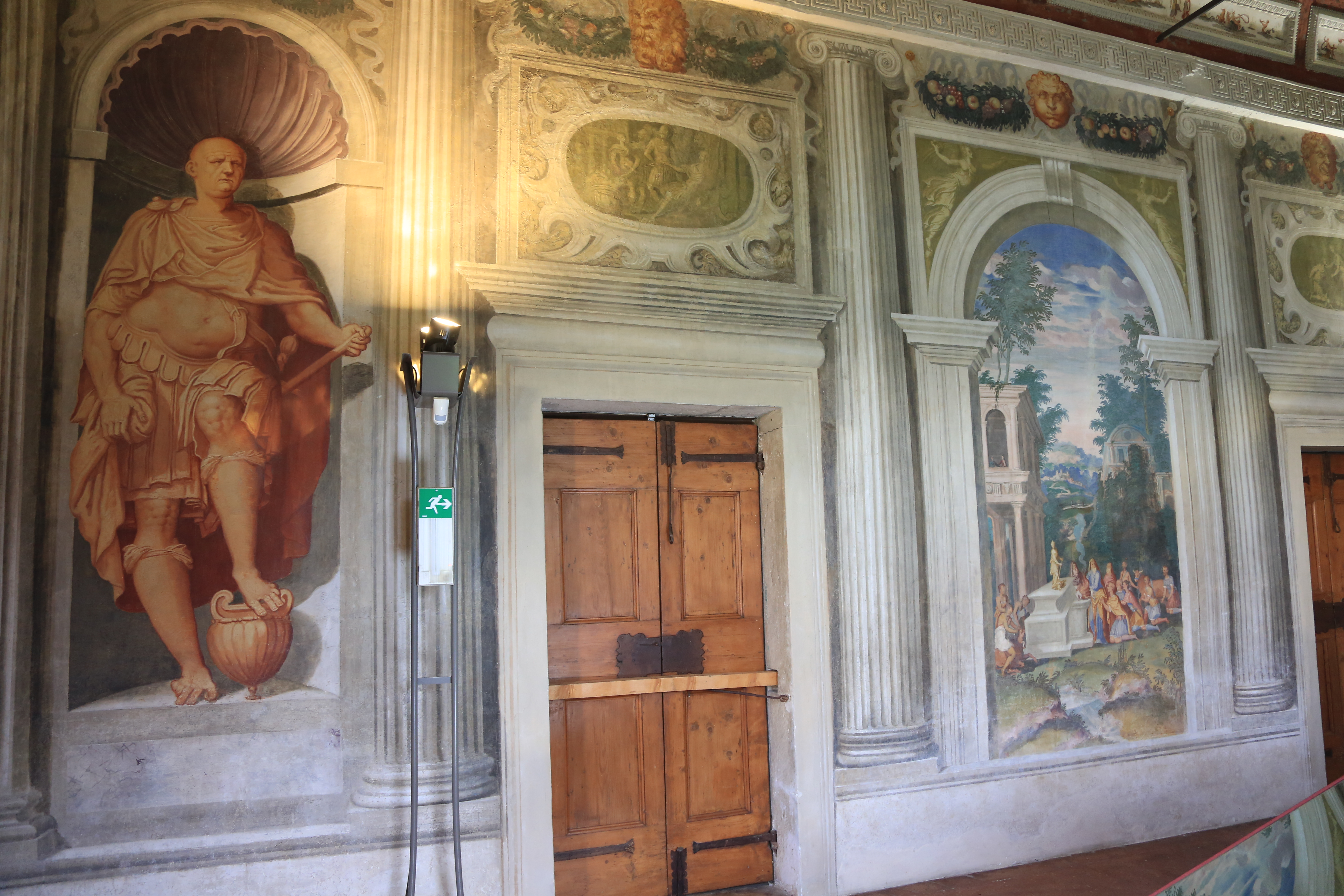
Деталь росписи
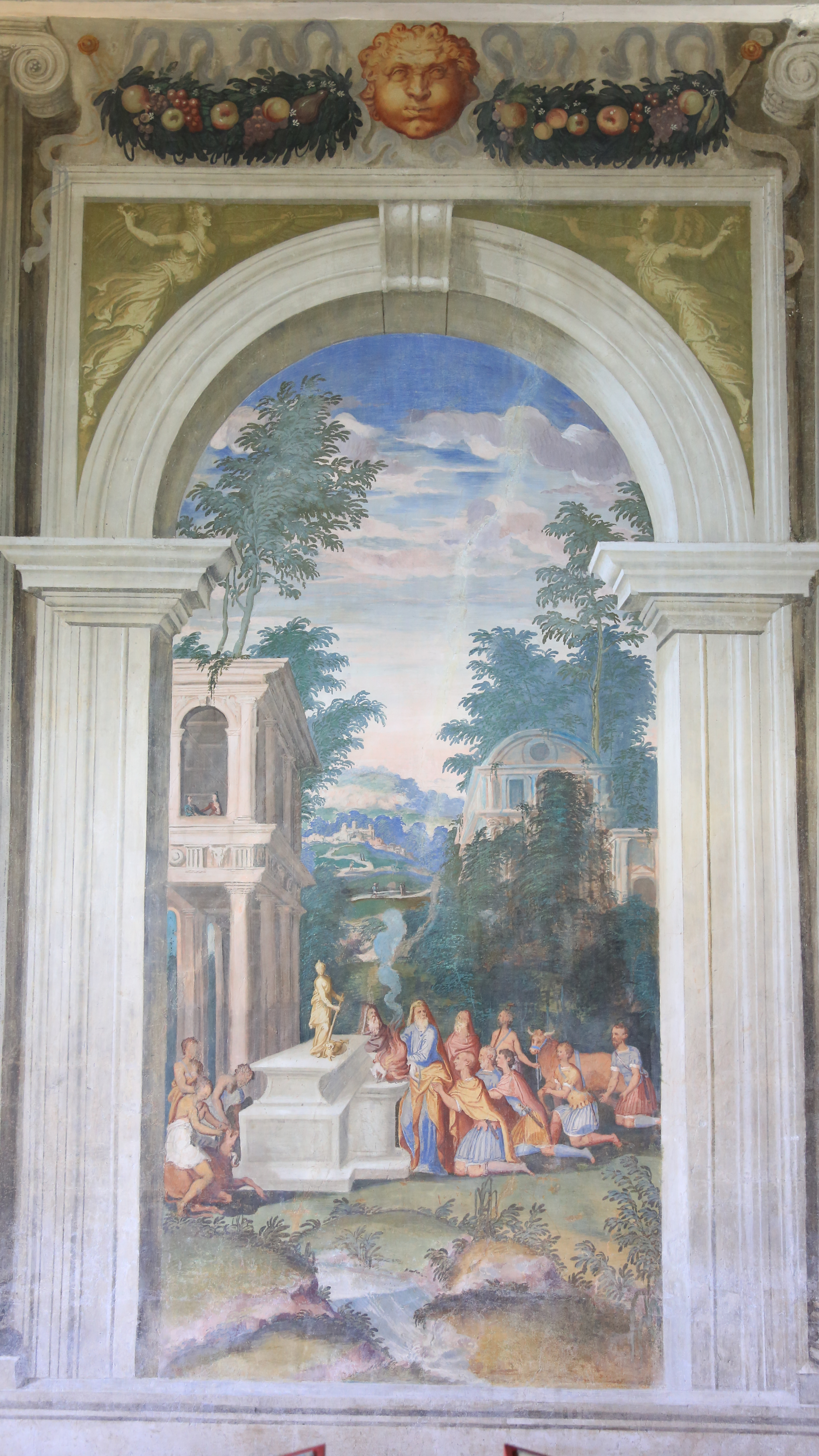
“Помпейская сцена”
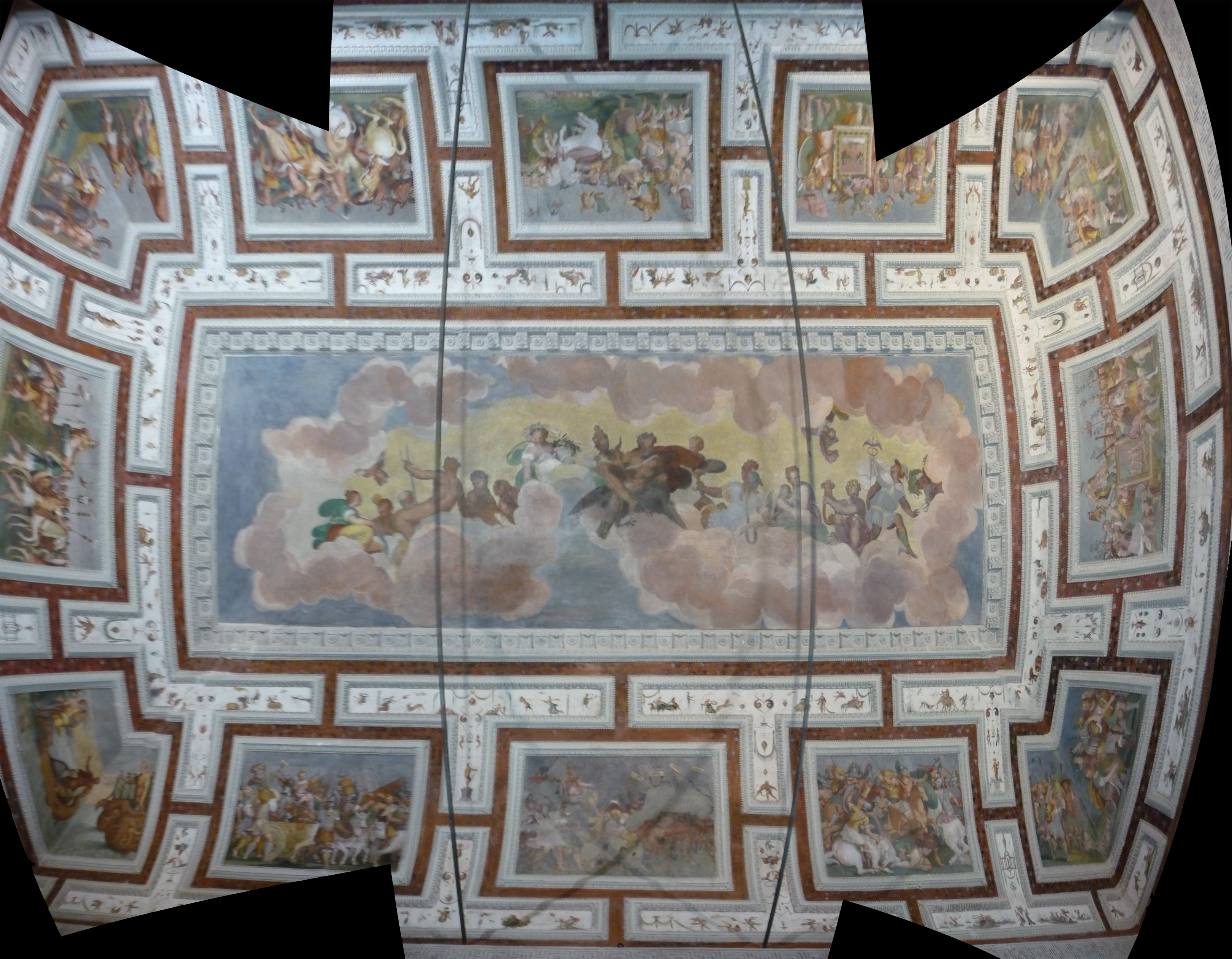
Плафон Императорского зала
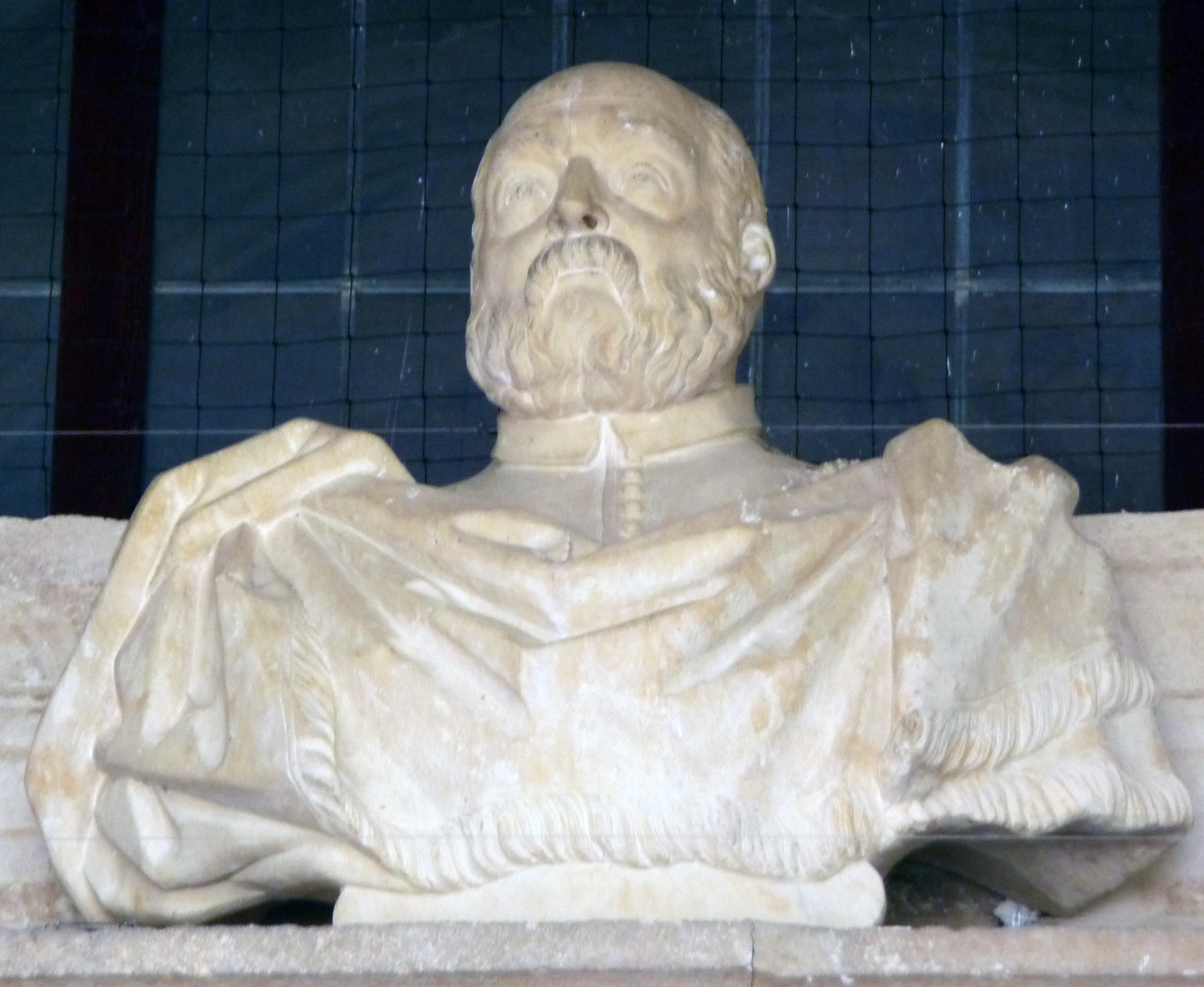
Бюст Бонифачо Пойана